# Manostachya
Manostachya là một chi thực vật có hoa trong họ Thiến thảo (Rubiaceae).

## Loài
Chi Manostachya gồm các loài: